# RCOR1
 Корепрессор REST 1, который также известен как  CoREST  — белок, кодируемый у человека геном  RCOR1 .

## Функция
Этот ген кодирует белок, который хорошо сохраняется, подавляется при рождении и со специфической ролью в определении дифференциации нервных клеток. Кодируемый белок связывается с С-концевым доменом REST (репрессор транскрипционного фактора сайленсинга элемента 1 (англ. repressor element-1 silencing transcription factor).

## Взаимодействия
RCOR1,как было выявлено, взаимодействует с:
- HDAC1,[3][4]
- HDAC2,[3][4]
- HMG20B,[3]
- REST (биология)[англ.][5] и
- PHF21A.[3][6]